# Almonacid del Marquesado
Pour les articles homonymes, voir Almonacid.
Almonacid del Marquesado est une commune d’Espagne, dans la province de Cuenca, communauté autonome de Castille-La Manche.